# Nguyễn Thị Huyền (Miss)
Pour les articles homonymes, voir Nguyễn Thị Huyền.
Nguyễn Thị Huyền, née le 4 juillet 1985 à Hải Phòng, a été élue Miss Vietnam 2004. Elle est la 9e Miss Vietnam.
Elle a été également élue 1re dauphine de Miss Sport Vietnam 2001.

## Famille et études
Nguyễn Thị Huyền est née dans une famille de fonctionnaires dont ses parents, Phạm Thị Thúy et Nguyễn Đình Minh. Elle a été membre d'un club de mannequinat à Hải Phòng. Elle a étudié en journalisme à Hanoi Press College avant de participer à Miss Vietnam. Elle poursuit un baccalauréat sur le même domaine à l'université Middlesex à Londres. 

## Vie privée
Elle s'est mariée avec Tống Ngọc Trungle le 27 mai 2007. En décembre 2007, elle a eu son premier enfant, Tống Khánh Linh,.   

## Élection Miss Vietnam 2004
Fin octobre 2004, elle est couronnée Miss Vietnam 2004 à Tuần Châu, dans la ville de Ha Long à l'âge de 19 ans.
- 1re dauphine : Trịnh Chân Trân, candidate à Miss Vietnam 1998.
- 2e dauphine : Nguyễn Thị Ngọc Bích

## Élection Miss Monde 2004
Le 4 décembre 2004, à Sanya, en Chine, elle représente le Viêt Nam au concours Miss Monde 2004 et se classe dans le top 15. Elle est la deuxième Miss Vietnam à avoir participé au concours. Avant l'élection, elle est soutenue par l'agence de mannequins Elite en particulier la directrice, Mme Thuy Nga.